# FC Hegelmann (kvinder)
Moterų futbolo komanda "Hegelmann" eller Hegelmann er en litauisk kvindefodboldklub fra Kaunas.

## Stadion
Klubben har hjemmebane på NFA stadionas (Kaunas by; kapacitet 500) eller Adomo Mitkaus mokyklos stadionas (Garliava by).

## Historiske slutplaceringer
| Sæson | Niveau | Liga           | Placering | Kilde(r) | Notering |
| ----- | ------ | -------------- | --------- | -------- | -------- |
| 2022  | 1.     | Kvinder A lyga | 4.        |          |          |
| 2023  | 1.     | Kvinder A lyga | 3.        |          |          |
| 2024  | 1.     | Kvinder A lyga | 4.        | [ 1 ]    |          |
| 2025  | 1.     | Kvinder A lyga | .         |          |          |

## Klub farver
| FC HEGELMANN | FC HEGELMANN |

## Nuværende trup
Oversigten er opdateret til og med 2. november 2024
| Nr. | Land    | Position | Spiller                   |
| --- | ------- | -------- | ------------------------- |
| 1   | Litauen | MM       | Klaudija Savickaitė       |
| 12  | Litauen | MM       | Martyna Sventickaitė      |
| 2   | Litauen | FO       | Ieva Lidikauskaite        |
| 4   | Litauen | AN       | Agnė Žėglevičiūtė         |
| 5   | Litauen | AN       | Laura Kovalčiuk           |
| 8   | Litauen | MI       | Eva Jakaitė               |
| 13  | Litauen | AN       | Gustė Lukoševičiūtė       |
| 14  | Litauen | FO       | Milda Liužinaitė (kapten) |

| Nr. | Land    | Position | Spiller                |
| --- | ------- | -------- | ---------------------- |
| 16  | Litauen | AN       | Viktorija Platonova    |
| 17  | Litauen | MI       | Gabrielė Sendžikaitė   |
| 18  | Litauen | FO       | Rasa Markevičiūtė      |
| 19  | Litauen | FO       | Rimantė Kunickaitė     |
| 21  | Litauen | MI       | Karolina Zabolotnaja   |
| 22  | Litauen | MI       | Justė Grincevičiūtė    |
| 23  | Litauen | MI       | Sandra Mažeikaitė      |
| 50  | Litauen | MI       | Erika Busevičiūtė      |
|     | Litauen | MM       | Greta Lukjančukė       |
|     | Litauen | MI       | Simona Petravičienė    |
|     | Litauen | FO       | Vestina Neverdauskaitė |

## Trænere
- Klaudija Savickaitė (2022)
- Tomas Miliauskas (siden ferbuar 2023)[2]
- Judan Ali (siden august 2023–)[3]